# Daniel Walcott
Daniel Walcott, född 19 februari 1994, är en kanadensisk professionell ishockeyspelare som är kontrakterad till Tampa Bay Lightning i National Hockey League (NHL) och spelar för Syracuse Crunch i American Hockey League (AHL).
Han har tidigare spelat för Hartford Wolf Pack i AHL; Greenville Swamp Rabbits i ECHL; Armada de Blainville-Boisbriand i Ligue de hockey junior majeur du Québec (LHJMQ) samt Lindenwood Lions i National Collegiate Athletic Association (NCAA).
Walcott draftades av New York Rangers i femte rundan i 2014 års draft som 140:e spelare totalt.

## Statistik
| 2011–2012    | New Trier Trevians              |              | 28  | 5  | 18 | 23  | 20  | —  | — | — | —  | —  |
| 2012–2013    | Lindenwood Lions                | NCAA         | 33  | 4  | 9  | 13  | 30  | —  | — | — | —  | —  |
| 2013–2014    | Armada de Blainville-Boisbriand | LHJMQ        | 67  | 10 | 29 | 39  | 71  | 19 | 4 | 6 | 10 |    |
| 2014–2015    | Armada de Blainville-Boisbriand | LHJMQ        | 54  | 7  | 34 | 41  | 40  | 6  | 1 | 3 | 4  | 4  |
|              | Hartford Wolf Pack              | AHL          | 1   | 0  | 0  | 0   | 0   | —  | — | — | —  | —  |
| 2015–2016    | Syracuse Crunch                 | AHL          | 62  | 2  | 11 | 13  | 54  | —  | — | — | —  | —  |
|              | Greenville Swamp Rabbits        | ECHL         | 3   | 0  | 0  | 0   | 10  | —  | — | — | —  | —  |
| 2016–2017    | Syracuse Crunch                 | AHL          | 55  | 4  | 11 | 15  | 68  | 13 | 0 | 4 | 4  | 12 |
| 2017–2018    | Syracuse Crunch                 | AHL          | 62  | 5  | 11 | 16  | 70  | 7  | 0 | 1 | 1  | 10 |
| 2018–2019    | Syracuse Crunch                 | AHL          | 5   | 0  | 0  | 0   | 10  | —  | — | — | —  | —  |
| 2019–2020    | Syracuse Crunch                 | AHL          | 55  | 7  | 12 | 19  | 86  | —  | — | — | —  | —  |
| 2020–2021    | Tampa Bay Lightning             | NHL          | 1   | 0  | 0  | 0   | 5   | —  | — | — | —  | —  |
|              | Syracuse Crunch                 | AHL          | 9   | 1  | 2  | 3   | 12  | —  | — | — | —  | —  |
| 2021–2022    | Syracuse Crunch                 | AHL          | 63  | 6  | 7  | 13  | 79  | 5  | 1 | 0 | 1  | 4  |
| 2022–2023    | Syracuse Crunch                 | AHL          | 67  | 13 | 19 | 32  | 103 | 5  | 0 | 0 | 0  | 8  |
| NHL totalt   | NHL totalt                      | NHL totalt   | 1   | 0  | 0  | 0   | 5   | —  | — | — | —  | —  |
| AHL totalt   | AHL totalt                      | AHL totalt   | 379 | 38 | 73 | 111 | 482 | 30 | 1 | 5 | 6  | 34 |
| LHJMQ totalt | LHJMQ totalt                    | LHJMQ totalt | 121 | 17 | 63 | 80  | 111 | 25 | 5 | 9 | 14 | 22 |